# Aplocera fuscofasciata
Aplocera fuscofasciata är en fjärilsart som beskrevs av Barend J. Lempke 1935. Aplocera fuscofasciata ingår i släktet Aplocera och familjen mätare. Inga underarter finns listade i Catalogue of Life.